# Moriles (Córdoba)

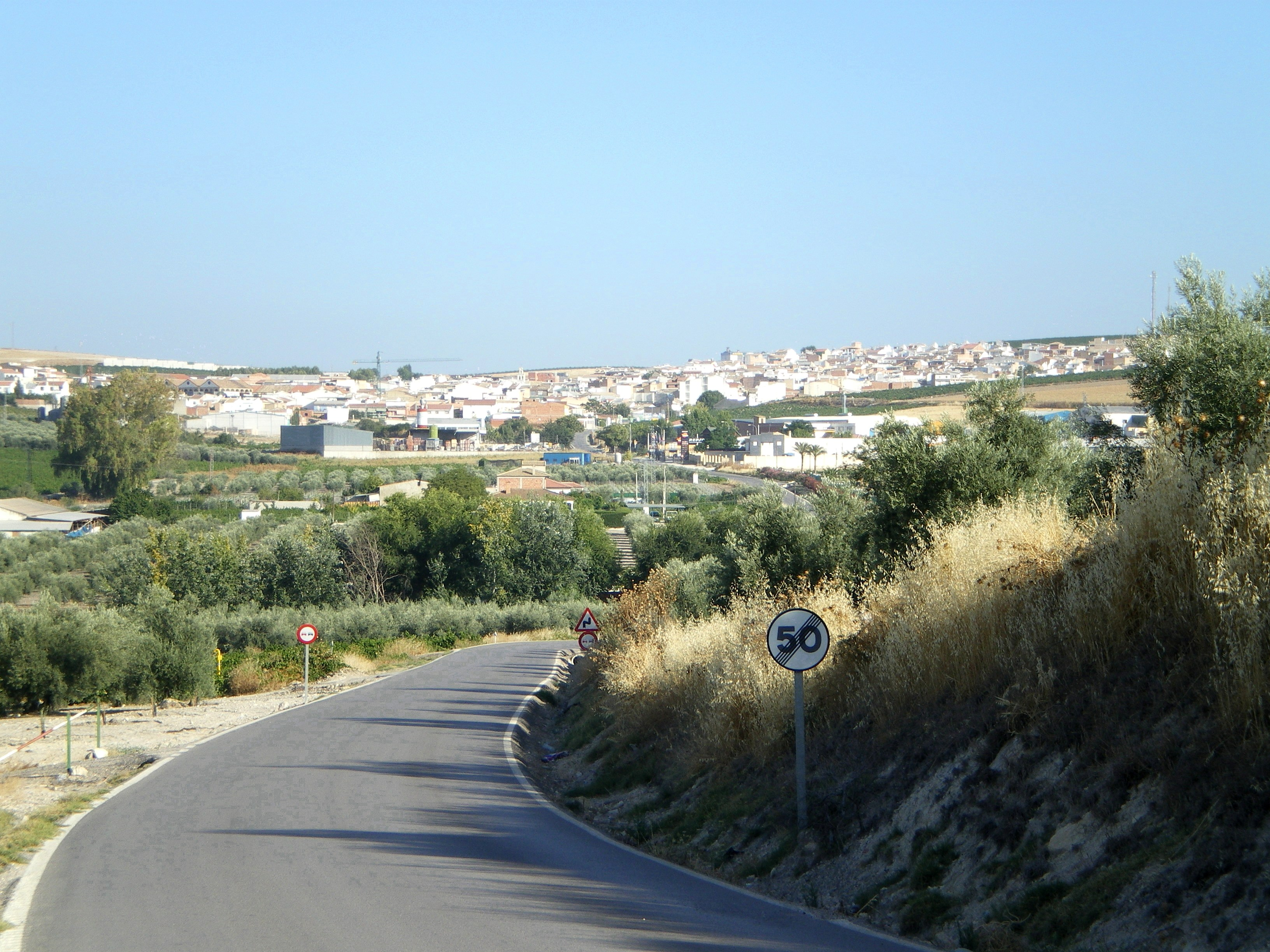
Privire generală

Moriles este un oraș din Spania, situat în provincia Cordoba din comunitatea autonomă Andaluzia. Are o populație de 3.884 de locuitori.
1. ↑  Nomenclátor Geográfico de Municipios y Entidades de Población (20240402 edition)